# Syzygium neocaledonicum
Syzygium neocaledonicum är en myrtenväxtart som först beskrevs av Berthold Carl Seemann, och fick sitt nu gällande namn av J.W.Dawson. Syzygium neocaledonicum ingår i släktet Syzygium och familjen myrtenväxter. Inga underarter finns listade i Catalogue of Life.